# École des sciences philosophiques et religieuses
L’École des Sciences philosophiques et religieuses est une institution de l'Université Saint-Louis - Bruxelles, fondée en 1925 par le cardinal Mercier (avec pour premier secrétaire Albert Ryckmans).
Elle développe une double mission d’enseignement et de recherche, à la croisée de la philosophie, de la théologie et des sciences humaines et sociales (sociologie, psychanalyse, etc.). Les chaires de l’École (anciennement appelées leçons publiques) s’adressent tant à des chercheurs et professeurs de ces différentes disciplines qu’à un public plus large d’intéressés. L'école s'organise en un Pôle des Sciences philosophiques et un Pôle des Sciences religieuses. 
Depuis sa création, l’École des Sciences philosophiques et religieuses invite chaque année des spécialistes de renommée internationale à venir présenter leurs recherches en cours. C’est d’ailleurs l’une des spécificités de cette institution : très souvent, les leçons publiques de l’École furent pour plusieurs grands noms le laboratoire d’un maître ouvrage à paraître quelques années plus tard. 
Les leçons publiques et chaires de l’École se sont toujours voulues ouvertes à toutes les approches philosophiques, privilégiant avant tout le caractère critique et novateur des recherches présentées. C’est ainsi qu’ont pu être invitées par l’École, à titre illustratif, des personnalités aussi différentes que : Gabriel Marcel, Michel Henry, Georges Canguilhem, Emmanuel Levinas, Jacques Derrida, Jean Beaufret, Paul Ricœur, Éric Weil, Michel Serres, Jacques Bouveresse, Louis Althusser, René Girard, Jean-Toussaint Desanti, Philippe Lacoue-Labarthe, Henri Maldiney, Cornelius Castoriadis, Jean-Luc Nancy, Claude Lefort, Jacques Lacan, Jean Hyppolite, Yves Bonnefoy, Jean-Luc Marion, André Leroi-Gourhan, Gérard Genette, Tzvetan Todorov, Jean Laplanche, Julia Kristeva, Jean Starobinski, Pierre Bourdieu, Michel de Certeau, Alain Touraine, Françoise Dastur, Pierre-Jean Labarrière, Robert Castel, Pierre Rosanvallon, Jean Ladrière, Renaud Barbaras, Jocelyn Benoist, Emmanuel de Saint-Aubert, Georges Didi-Huberman, Christophe Dejours, Guillaume Sibertin-Blanc, Marie-José Mondzain, Alexander Schnell, Raoul Moati, Quentin Meillassoux, Évelyne Grossman, Paul Audi, Richard Shusterman.
Elle propose aujourd’hui principalement des chaires de philosophie et des chaires d’histoire des religions. 
L’École est actuellement présidée par le Professeur Laurent Van Eynde. 

## Personnalités invitées par l'École des sciences philosophiques et religieuses
Depuis 1965, citons parmi les personnalités invitées : 
- Gabriel Marcel (« La notion de philosophie et la responsabilité du philosophe dans le monde d’aujourd’hui », Leçon du 5 novembre 1965)
- Michel Henry (« Le concept d’âme a-t-il un sens ? », Leçon des 24 et 25 novembre 1965 ; « Introduction à la pensée de Marx » Leçon des 11 et 12 décembre 1968 ; « Le concept de l’être comme production », Leçon des 12 et 13 décembre 1973 ; « Le corps vivant », Leçon du 26 octobre 1994)
- Georges Canguilhem (« Le Concept et la Vie », Leçon des 19 et 20 janvier 1966)
- Antoine Vergote (« Religion sans foi et foi sans religion », Leçon des 23 et 24 février 1966 ; « L’homme entre la coïncidence et l’altérité », Leçon des 23 et 24 février 1972)
- Jean Starobinski (« Problèmes de la critique contemporaine », Leçon des 9 et 10 mars 1966 ; « La balance des mots : réflexion sur les gestes fondamentaux de la critique », Leçon du 15 octobre 1973)
- Henri Birault (« Mort et immortalité », Leçon des 23 et 24 novembre 1966 ; « Heidegger et l’expérience de la pensée », Leçon des 24 et 25 février et des 14 et 15 décembre 1971 ; « Nietzsche et Pascal », Leçon des 15 et 16 novembre 1978)
- Jean Hyppolite (« Langage et communication », Leçon des 15 et 16 décembre 1966)
- Claude Bruaire (« Liberté, corps, langage », Leçon des 22 et 23 février 1967 ; « Éthique et ontologie », Leçon des 16 et 17 novembre 1977)
- Alphonse De Waelhens (« Distance et réalité », Leçon des 15 et 16 mars 1967 ; « Les contradictions du désir », Leçon du 16 octobre 1975)
- Michel Deguy (« Réalisme et littérature », Leçon des 19 et 20 avril 1967 ; « Peut-on décrire le domaine poétique français des années 70 » et « Poèmes, poésie, poétique », Leçons des 24 et 25 novembre 1976)
- Emmanuel Levinas (« Au-delà de l’Essence », Leçon des 29 et 30 novembre 1967 ; « La passivité » et « Dieu et les philosophies », Leçons des 20 et 21 février 1974 ; « Intentionnalité et diachronie », Leçon des 14 et 15 novembre 1979)
- Jacques Derrida (« La parole et l’écriture selon Hegel » et « Le concept de "différance" », Leçons des 13 et 14 décembre 1967 ; « La psychanalyse dans le texte », Leçon des 16 et 17 janvier 1974 ; « Rapports de la loi et de la littérature à partir du Titre », Leçon du 14 mars 1979 ; « La main de Heidegger », Leçon du 23 octobre 1985)
- Walter Biemel (« La portée philosophique de l’œuvre de Kafka », Leçon des 27 et 28 mars 1968)
- André Leroi-Gourhan (« L’ethnologie des hommes fossiles », Leçon du 5 novembre 1968)
- Jean Beaufret (« La naissance de la philosophie » et « Heidegger et la pensée du déclin », Leçons des 27 et 28 novembre 1968)
- Jacques Schotte (« Psychiatrie et philosophie », Leçon des 19 et 20 février 1969)
- Paul Ricœur (« Les discours philosophiques de la volonté : leur distinction et enchaînement », Leçon des 5, 6, 19 et 20 mars 1969 ; « Herméneutique et critique des idéologies », Leçon des 28 février et 1er mars 1973 ; « Narrativité et historicité », Leçon des 2 et 3 mai 1979 ; « De l’initiative : aspects éthiques et politiques », Leçon du 14 février 1985)
- Jean Lacroix (« Gaston Bachelard » et « Le salut selon Spinoza », Leçons des 5 et 6 novembre 1969)
- Éric Weil (« De la Nature », Leçon des 26 et 27 novembre 1969)
- Michel Serres (« L’Épistémologie », Leçon des 17 et 18 décembre 1969 ; « Science et théorie de la science : les solutions positivistes ; les exigences contemporaines », Leçon des 25 et 26 novembre 1970 ; « Lecture de Lucrèce », Leçon des 11 et 12 mai 1977 ; « Le corps : métamorphoses et simulations », Leçon du 8 mars 1995)
- Jacques Taminiaux (« Heidegger et Hegel », Leçon des 14 et 15 janvier 1970 ; « Le problème de la praxis chez Heidegger », Leçon du 9 novembre 1988)
- Gérard Genette (« Proust et les problèmes du récit », Leçon des 29 et 30 avril 1970 ; « Littérature au second degré : le paratexte », Leçon des 12 et 13 mars 1980)
- Jean Ladrière (« Langage scientifique et langage spéculatif », Leçon des 16 et 17 décembre 1970 ; « Le principe anthropique » et « L’homme comme être cosmique », Leçons du 6 octobre 1986 ; « Les incertitudes de la conscience historique », Leçon du 10 février 1993 ; « Université et liberté », Leçon du 25 février 2000)
- Martial Gueroult (« Histoire et rapports de la philosophie avec son histoire » et « Le livre I de l’Éthique spinoziste », Leçons des 11 et 12 janvier 1971)
- Ignacy Sachs (« Science et développement du Tiers Monde », semaine du 22 mars 1971)
- Gilles Gaston Granger (« La rigueur philosophiques », Leçon des 1er et 2 décembre 1971)
- Jacques Bouveresse (« Science et philosophie », « La situation de l’éthique dans la philosophie de Wittgenstein », Leçons des 19 et 20 janvier 1972 ; « La philosophie aujourd’hui » et « Vérité et réalisme », Leçons des 12 et 13 novembre 1980)
- Jean Rousset (« Le récit à la première personne », Leçon des 22 et 23 mars 1972)
- Xavier Tilliette (« Du savoir philosophique » et « La nouvelle image de l’idéalisme allemand », Leçons des 18 et 19 octobre 1972)
- Gérard Granel (« La vérité et l’intérieur », Leçon des 8 et 9 novembre 1972)
- François Wahl (« Une culture et son Autre », Leçon des 13 et 14 décembre 1972)
- Tzvetan Todorov (« Langage et littérature », Leçon des 10 et 11 janvier 1973)
- Dominique Dubarle (« Le regard philosophique sur la réalité du Dieu vivant » et « La foi religieuse et la reprise de parole philosophique », Leçons des 7 et 8 novembre 1973)
- Louis Althusser (« Comment poser, à partir de la tradition marxiste, la question de la philosophie ? », Leçon des 10 et 11 décembre 1974)
- René Girard (« Le bouc émissaire », Leçon des 15 et 16 janvier 1975)
- Maurice Godelier (« Économie, religion, imaginaire », Leçon des 19 et 20 février 1975)
- Stanislas Breton (« Poétique de l’âme. Imagination et création », Leçon des 12 et 13 mars 1975)
- Pierre Aubenque (« Métaphysique et langage », Leçon des 29 et 30 octobre 1975)
- Jean-Toussaint Desanti (« Philosophie et épistémologie », Leçon des 19 et 20 novembre 1975)
- Philippe Lacoue-Labarthe (« Le sujet de la Musique », Leçon des 10 et 11 décembre 1975 ; « Poétique et politique. Heidegger et Hölderlin », Leçon du 13 décembre 1984)
- Jean-Pierre Vernant (« Mythe, raison, image », Leçon des 24 et 25 mars 1976)
- Henri Maldiney (« Art et existence » et « Présence et absence dans l’œuvre d’art », Leçons des 18 et 19 octobre 1976)
- François Fédier (« La phénoménologie selon Heidegger » et « Expérience de la phénoménologie », Leçons des 15 et 16 décembre 1976)
- Henri Meschonnic (« Théorie du langage et activité poétique » et « Poétique et politique : ″Châtiments″ de Hugo, Leçons des 23 et 24 mars 1977)
- Ilya Prigogine (« Métamorphoses de la science », Leçon du 17 octobre 1977)
- Cornelius Castoriadis (« Prolégomènes à une politique : L’auto-institution de la société et la question de la praxis instituante », Leçon des 22 et 23 février 1978)
- Jean-Luc Nancy (« Descartes : le sujet retranché », Leçon des 15 et 16 mars 1978)
- Claude Lefort (« L’Être et le double. Sur la trace de Merleau-Ponty » et « L’État moderne et l’épreuve de la division sociale », Leçons des 13 et 14 décembre 1978)
- Yves Bonnefoy (« L’expérience poétique », Leçon des 14 et 15 février 1979)
- Jean-Luc Marion (« L’histoire de la philosophie comme discipline philosophique » et « L’idéologie et la question de l’être », Leçons des 12 et 13 décembre 1979)
- Jean Oury (« Lieu, espace, transfert et dire. À propos de la psychose », Leçon des 13 et 14 février 1980)
- Emmanuel Martineau (« Introduction à la phénoménologie négative », Leçon des 10 et 11 décembre 1980)
- Jean Laplanche (« Problématique de la situation analytique : le descriptif et le prescriptif », Leçon des 4 et 5 mars 1981 ; « Réponse et responsabilité », Leçon du 9 mars 1994)
- Michel de Certeau (« La fable mystique », Leçon des 11 et 12 octobre 1982)
- Vincent Descombes (« L’intérêt présent de la philosophie transcendantale », Leçon des 8 et 9 décembre 1982)
- Alain Touraine (« Les fondements culturels de la société post-industrielle », Leçon des 28 février, 1er mars, 15 et 16 décembre 1983)
- François Furet (« La Révolution française et les historiens du XIXe siècle », Leçon des 23 et 24 mars 1983)
- Maurice de Gandillac (« De la Civitas Dei de saint Augustin à la Concordia orbis de Guillaume Postel », Leçon des 26 et 27 octobre 1983)
- Pierre-Jean Labarrière (« La figure de Socrate dans l’Éloge de la philosophie de Maurice Merleau-Ponty » et « L’utopie logique », leçons des 15 et 16 février 1984)
- Antoine Compagnon (« Littérature et histoire », leçon des 14 et 15 mars 1984)
- Pierre Rosanvallon (« L’autre et l’étranger dans l’État : histoire et actualité d’un problème », Leçon du 30 septembre 1985)
- Jean Greisch (« L’Être, l’Autre, l’Étranger », Leçon du 27 novembre 1985 ; « ″Serviteurs et otages de la nature″ : la nature comme objet de responsabilité », Leçon du 7 novembre 1989 ; « L’heuristique de la peur ou qui a peur de Hans Jonas ? », 2003-2005)
- Nicole Loraux (« Variations grecques sur l’origine : la gloire du même et le prestige de l’autre », Leçon du 12 février 1986)
- Julia Kristeva (« Le sens de la mélancolie », leçon du 23 avril 1986)
- Henri Atlan (« Auto-organisation et création de significations », leçon du 26 novembre 1986)
- Dominique Lecourt (« La question de la vérité dans l’épistémologie contemporaine », Leçon du 11 février 1987)
- Claude Hagège (« Les universaux du langage », Leçon du 25 février 1987)
- Paul-Laurent Assoun (« Freud et Wittgenstein », Leçon du 4 mars 1987)
- Barbara Cassin (« Voir et dire dans l’Antiquité » et « Dire ce qu’on voit, faire ce qu’on dit », Leçons du 28 octobre 1987)
- André Green (« Voir et penser dans le carton de Londres de Léonard de Vinci », Leçon du 10 février 1988)
- Françoise Dastur (« Le regard phénoménologique et la parole. Husserl et Heidegger », Leçon du 2 mars 1988)
- Jacques Le Goff (« Le travail au Moyen Age : aspects technologiques, sociaux et idéologiques », Leçon du 10 octobre 1988)
- Yves Coppens (« L’Homme biologique et l’Homme philosophique », Leçon du 9 octobre 1989)
- Dominique Janicaud (« La nature : du paradigme perdu à l’énigme retrouvée », Leçon du 13 février 1990)
- Philippe Van Parijs (« Assurance, solidarité, équité. Les fondements éthiques de l’État-Providence », Leçon du 4 décembre 1991)
- Guy Haarscher (« De Machiavel à Hobbes : les droits de l’homme sont-ils incompatibles avec une philosophie du risque ? », Leçon du 25 mars 1992 ; « Pour une philosophie de l’Université dans un monde en profonde mutation », Leçon du 25 février 2000)
- Pierre Bourdieu (« Quelques réflexions sur le champ intellectuel européen », Leçon du 10 mars 1993)
- Régis Debray (« Défense et illustration du spectacle », Leçon du 25 octobre 1995)
- Jean-Marc Ferry (« Communication de masse et politique », Leçon du 22 novembre 1995)
- Antoine Garapon (« L’Illusion de la démocratie directe » et « La juridiction des émotions », Leçons du 14 février 1996)
- Olivier Abel (« Comment peut-on être humain ? De l’humanité métaphorique à l’action humanitaire », Leçon du 7 octobre 1996 ; « Se montrer, s’effacer », 2006-2007)
- Rony Brauman (« Devoir humanitaire et devoir d’humanité », Leçon du 28 février 1997)
- Chantal Mouffe (« Démocratie et libéralisme politique : est-il possible de les concilier ? », Leçon du 6 octobre 1997 ; « Vers une démocratie multipolaire », Chaire de philosophie des 14 et 21 mai 2012)
- Robert Castel (« Individualisme et libéralisme… », Leçon du 27 février 1998)
- Pierre Mertens (« L’engagement littéraire ne passe-t-il pas, aujourd’hui, par la fiction ? », Leçon du 5 octobre 1998)
- François Ewald (« Anthropologie de l’assurance » et « L’évidence sécuritaire », 2003-2005)
- Axel Kahn (« Peurs, espoirs, expertise et valeurs. L'exemple des biotechnologies », 2003-2005)
- Jean-Pierre Dupuy (« Introduction au catastrophisme éclairé », 2003-2005)
- Jocelyn Benoist (« Leçons de philosophie réaliste : de la transparence du vu à la réalité du visible », Chaire de philosophie des 9 et 16 novembre 2012)
- Emmanuel de Saint-Aubert (« Le désir de la profondeur. Penser l’affectivité à partir de Merleau-Ponty », Chaire de philosophie des 14, 15, 21 et 22 mars 2011)
- Jean-Christophe Goddard (« Le prolétaire et la pêche à marsouin. Deleuze et le cinéma politique de Pierre Perrault », Chaire de philosophie des 4 et 5 avril 2011)
- Georges Didi-Huberman (« L’album de l’art à l’époque du "Musée Imaginaire" », Chaire de philosophie des 24, 25 et 26 octobre 2011)
- Renaud Barbaras (« Dynamique de la manifestation. Phénoménologie, cosmologie, métaphysique », Chaire de philosophie des 28 et 29 novembre 2011)
- Raoul Moati (« Événements Nocturnes - Intentionnalité et Métaphysique avec Levinas", Chaire de philosophie des 20 et 21 février 2012)
- Christophe Dejours (« La centralité du travail. Souffrance, travail, action », Chaire de philosophie des 7 et 8 mai 2012)
- Marie-José Mondzain (« Union sans confusion : l’indétermination de l’image », Chaire des sciences des religions des 4 et 5 juin 2012)
- Alexander Schnell (« Éléments pour un transcendantalisme spéculatif », Chaire de philosophie des 29 et 30 octobre 2012)
- Quentin Meillassoux ("Peut-on penser un monde sans nous ? Réflexions sur la contingence radicale de toutes choses, Chaire de philosophie des 26 et 27 novembre 2012)
- Évelyne Grossman ("Vivable, invivable, vivant. La scène des affects", Chaire de philosophie des 18 et 19 février 2013)
- Paul Audi ("Approche du miraculeux", Chaire de philosophie des 22 et 23 avril 2013)
- Richard Shusterman ("Somaesthétique et art de vivre", Chaire de philosophie des 13 et 14 mai 2013)

## Sources
- Page de l'École sur le site de l'Université Saint-Louis - Bruxelles
- Cahiers de l'École